# Schizogenius lineolatus
Schizogenius lineolatus är en skalbaggsart som beskrevs av Thomas Say 1823. Schizogenius lineolatus ingår i släktet Schizogenius och familjen jordlöpare. Inga underarter finns listade i Catalogue of Life.